# Jörn Loviscach

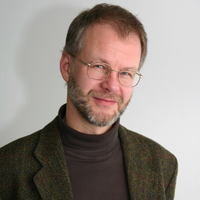
Jörn Loviscach (2009)

Jörn Loviscach (* 1965) ist ein deutscher Mathematiker. Er ist Professor für Ingenieurmathematik und technische Informatik an der Hochschule Bielefeld sowie ehemaliger stellvertretender Chefredakteur der Computer-Zeitschrift c’t. Loviscach war von 2014 bis 2016 Themenpate der Themengruppe Innovationen in Lern- und Prüfungsszenarien beim 2014 vom Centrum für Hochschulentwicklung, der Hochschulrektorenkonferenz und dem Stifterverband initiierten Hochschulforum Digitalisierung, welches vom Bundesministerium für Bildung und Forschung gefördert wird.

## Forschung
Loviscach wurde 1993 an der Universität Bielefeld im Bereich der Chaostheorie promoviert (Titel der Dissertation: Probabilistic models of chaotic maps). Des Weiteren veröffentlichte er Beiträge zu diesem Forschungsgebiet in der Schriftenreihe des Forschungszentrums Bielefeld-Bochum-Stochastik (A large class of functions with good properties under Anosov maps, 1993) sowie in den Fachzeitschriften Journal of Statistical Physics (Band 75, 1994, S. 189–213) und Probability Theory and Related Fields (Band 103, 1995, S. 553–570).
Von März 2005 bis August 2008 leitete er am Institut für Informatik und Automation der Hochschule Bremen das Forschungsprojekt ViSE: Virtual Sound Engineer, bei dem es um die Entwicklung medialer Hilfsmittel zur Arbeit mit Audiodaten ging. Loviscach beschäftigt sich auch mit der Gestaltung von Benutzerschnittstellen bei Computerspielen.

## Lehre
Bekanntheit erlangte er unter anderem dadurch, dass er seine gefilmten Vorlesungen auf dem Videoportal YouTube zur Verfügung stellt und diese Aufzeichnungen in seinen Unterricht integriert. Zu seinen Lehrkonzepten zählt auch die Unterrichtsmethode des inverted teaching. Der Kanal von Jörn Loviscach hat mittlerweile eine Zugriffszahl von mehr als 15 Millionen Aufrufen, über 50.000 Abonnenten und ca. 2700 Videos. Die von ihm benutzten technischen Hilfsmittel umfassen dabei einen Tablet-PC, auf dem er mit einem Touchpen schreiben sowie zeichnen kann und von dem das Bild durch einen Beamer an die Wand projiziert wird. Die Videos auf Youtube können auch auf der eigenen Internetseite von Jörn Loviscach sortiert und per Suchmaschine abgerufen und angeschaut werden.
Zu den Nutzungsmöglichkeiten von YouTube im Unterricht hielt er im September 2011 auf der Tagung der Fachgruppe E-Learning in der Gesellschaft für Informatik (DeLFI 2011) einen Vortrag zum Thema Mathematik auf YouTube: Herausforderungen, Werkzeuge, Erfahrungen. Auf Udacity unterrichtet er den Onlinekurs Making Math Matter: Differential Equations in Action.
Seit Dezember 2012 erstellt Loviscach Videos unter dem Titel „Reisen durch die Raumzeit“, in denen er dem Zuschauer unter mathematischen Gesichtspunkten die Physik der Allgemeinen und Speziellen Relativitätstheorie aufzeigt.

## Wissenschaftliche Veröffentlichungen (Auswahl)
- 2004 Shader Programming: An Introduction Using the Effect Framework. In: Revista de Informática Teórica e Aplicada. Band 11, Nummer 1, S. 125–164.
- 2005 Efficient magnification of bi-level textures. Proceeding SIGGRAPH '05 ACM SIGGRAPH 2005 Sketches, Article No. 131.
- 2006 Wrinkling Coarse Meshes on the GPU. In: Computer Graphics Forum. 25(3), S. 467–476.
- subjEQt: controlling an equalizer through subjective terms. In: Proceeding CHI EA06, extended abstracts on Human factors in computing systems, 2006, S. 1109–1114.
- Two-finger input with a standard touch screen. In: UIST 2007: Proceedings of the 20th annual ACM symposium on User interface software and technology, 2007, S. 169–172.
- Mit Philipp Kolhoff und Jaqueline Preuß: Content-Based Icons for Music Files. In: Computers & Graphics. Band 32, 2008, S. 550–560.

## Trivia
Gesprochen wird der Name „Lowischach“ mit Betonung auf dem „o“.